# Trematochampsidae
De Trematochampsidae zijn een familie van uitgestorven  mesoeucrocodylide crocodylomorfen. Fossielen zijn aanwezig in Madagaskar, Marokko, Niger, Argentinië en Brazilië (in het geval van Caririsuchus, waar enkele exemplaren zijn gevonden in de Romualdo-afzetting van de Santana-formatie). Mogelijke trematochampsiden zijn gevonden in Spanje en Frankrijk, maar classificatie voorbij het familieniveau is onbepaald. De trematochampsiden verschenen voor het eerst tijdens het Barremien van het Vroeg-Krijt en stierven uit tijdens het Laat-Maastrichtien van het Laat-Krijt.

## Naamgeving
De familie werd in 1974 benoemd door Eric Buffetaut.
Er is geen gangbare definitie als klade. Traditionele Trematochampsidae vallen binnen de Peirosauridae.

## Beschrijving
Trematochampsiden hebben een hoge snuit en hebben een ziphodonte, dolkvormige, tandstructuur. Het gebit verschilt van de meeste andere krokodilachtigen doordat de tanden naar achteren zijn gekromd, gekarteld en overdwars samengedrukt. Dit kan een aanpassing zijn aan een landbewonende of op zijn minst semi-landbewonende levensstijl, aangezien dergelijke tanden beter geschikt zijn om in prooien te snijden en te scheuren dan om ze te vangen en onder water te houden. Desondanks worden de meeste trematochampsiden verondersteld aquatisch te zijn geweest.

## Taxonomie
Er is veel controverse rond de fylogenie van de familie geweest, en de monofylie van de groep is in twijfel getrokken. Ook de verwantschappen tussen taxa binnen de familie worden slecht begrepen. Veel crocodylomorfen als Mahajangasuchus, Bergisuchus en Iberosuchus waren oorspronkelijk toegewezen aan de Trematochampsidae, maar zijn sindsdien toegewezen aan de familie Sebecidae of in hun eigen families geplaatst. Neogene sebecosuchiërs van Europa zijn opnieuw geclassificeerd als trematochampsiden, maar zijn onlangs ondersteund als echte sebecosuchiërs zoals oorspronkelijk was voorgesteld.
Itasuchus was oorspronkelijk toegewezen aan Trematochampsidae. De fylogenetische analyse van Carvalho et alii (2004) vond een zusterverwantschap tussen Malawisuchus en Itasuchus. Ze noemden deze nodusklade Itasuchidae en ontdekten dat het een ondergroep was van Peirosauroidea. Hun analyse omvatte echter geen Neosuchia of (anders dan Itasuchus) trematochampsiden. Alle recentere fylogenetische analyses vonden een nauwe verwantschap tussen Trematochampsidae en Peirosauridae, en de twee clades zouden synoniem kunnen zijn. Recente studies suggereren dat Itasuchus een trematochampside is (en niet nauw verwant aan de meer afgeleide notosuchiër Malawisuchus). In 2012 werd de nieuwe trematochampside Barreirosuchus beschreven vanuit het Bauru-bekken als Itasuchus en deelt ermee, en met Caririsuchus campos uit het Araripe-bekken, verschillende synapomorfieën die afwezig zijn bij andere trematochampsiden en peirosauriden. De cladistische analyse van Rukwasuchus vond Trematochampsa als een lid van Peirosauridae.
Meer onlangs werd Trematochampsa taqueti door Meunier en Larsson (2018) tot nomen dubium verklaard, omdat ze ontdekten dat de toegewezen fossiele materialen afkomstig waren van verschillende taxa. Ze adviseerden ook om het taxon Trematochampsidae te verlaten, dus het begrip niet meer toe te passen.